# Eupithecia gozmanyi
Eupithecia gozmanyi is een vlinder uit de familie van de spanners (Geometridae). De wetenschappelijke naam van de soort is voor het eerst geldig gepubliceerd in 1972 door Vojnits.